# Mitologia chinesa
A mitologia chinesa  é o conjunto de histórias, lendas e ritos da China passados de geração para geração de forma oral ou escrita. Há diversos temas na mitologia chinesa, incluindo mitos envolvendo a fundação da cultura chinesa e do Estado chinês. Como em muitas mitologias, acredita-se que ela seja uma forma de rememoração de fatos passados.
Os historiadores supõem que a mitologia chinesa tem início por volta de 1100 a.C. Os mitos e lendas foram passados de forma oral durante aproximadamente mil anos antes de serem escritos os seus primeiros livros como o Shui Jing Zhu e o Shan Hai Jing. Outros mitos continuaram a ser passados através de tradições orais tais como o teatro e canções, antes de serem escritos em livros como o Fengshen Yanyi.

## Mitos e lendas

### Três Augustos e os Cinco Imperadores

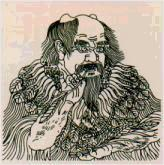
Shennong.

Após a era de Nu Kua e de Fu Xi (ou contemporaneamente em algumas versões), veio a Idade dos Três Augustos e dos Cinco Imperadores (三皇五帝), um grupo de legisladores lendários que governou entre 2850 a.C. e 2205 a.C., período anterior à Dinastia Xia.
A lista de nomes que compreende os Três Augustos e os Cinco Imperadores varia bastante entre as fontes, mas a versão mais conhecida e de maior circulação é:
- Os Três Augustos:
  - Fu Xi (伏羲) — Companheiro de Nu Kua.
  - Shennong (神农) — Shennong, que significa "Fazendeiro Divino", ensinou a agricultura e a medicina aos antigos.
  - Huangdi (黄帝) — Huangdi, significando, e conhecido como, o "Imperador Amarelo", considerado o primeiro soberano da China.
- Os Cinco Imperadores:
  - Shaohao (少昊) — Líder dos Dongyi ou "Bárbaros do Leste", sua tumba piramidal está localizada na província de Shandong.
  - Zhuanxu (颛顼) — Neto do Imperador Amarelo.
  - Ku (帝喾) — Bisneto do Imperador Amarelo e sobrinho de Zhuanxu.
  - Yao (尧) — Filho de Ku. Seu irmão mais velho sucedeu Ku, mas abdicou ao sentir-se um legislador ineficaz.
  - Shun (舜) — Yao deixou sua posição para Shun em detrimento de seu próprio filho por causa da habilidade e moral de Shun.

Estes legisladores foram considerados como extremamente morais e benevolentes, exemplos a serem seguidos por reis e imperadores posteriores. Quando Qin Shihuang uniu a China em 221 a.C., sentiu que suas realizações ultrapassavam as de todos os soberanos que o haviam precedido.

### Grande Enchente
A mitologia chinesa compartilha com as mitologias suméria, grega, maia, com o judaísmo e centenas de tradições, um período conhecido como Dilúvio ou Grande Enchente. O soberano chinês Da Yu, com a ajuda da deusa Nu Kua, ajudou a escavar os canais que controlaram a inundação e permitiram à população o cultivo da terra.

## Religião e mitologia
Houve muito intercâmbio entre a mitologia chinesa, o confucionismo, o taoismo e o budismo, originando por isso as religiões tradicionais chinesas. Por um lado, elementos preexistentes da mitologia foram fundidos com essas religiões à medida que eles se desenvolviam (no caso do taoismo), ou eram assimilados pela cultura chinesa (caso do budismo). Por outro lado, elementos dos ensinamentos e das crenças destes sistemas foram incorporados à mitologia chinesa. Por exemplo, a crença taoista em um paraíso foi incorporada pela mitologia, como o lugar no qual os imortais e divindades residem. Entrementes, os mitos dos governantes benevolentes do passado, na forma dos Três Augustos e Cinco Imperadores, tornaram-se parte da filosofia política confucionista do primitivismo.
A religião tradicional chinesa, fruto de todo este intercâmbio e sincretismo, foi a religião oficial da China até à queda da monarquia (1911). Ela foi praticada na sua expressão máxima pelo Imperador chinês e centrava-se no culto a Shangdi ou Tian, que é o Deus supremo chinês:
| “ | Qual é, ou qual era a religião oficial? Seu centro era o culto de Shang Ti (ou Tian), o ser supremo, o coordenador universal. Na circunferência, situava-se o culto e o império dos demónios. Entre o centro e a circunferência, ficavam, em círculos concêntricos, as diversas divindades, os sábios, os antepassados e os homens deificados. O acto supremo do culto nacional era o sacrifício imperial a Shang Ti. Só o Imperador, o grão sacerdote do mundo, o filho do Céu, podia oferecer esse sacrifício que remontava à maior antiguidade, e que permaneceu até à queda do Império. | ” |

## Divindades

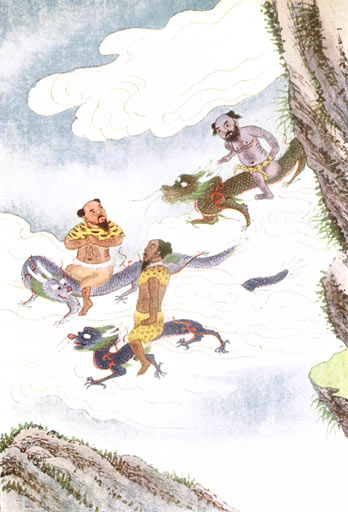
Deuses-Dragão.

Acredita-se que o Imperador de Jade seja o deus ou divindade mais importante. As origens do Imperador de Jade e como ele veio a ser considerado uma divindade são desconhecidas. Também conhecido como Yu Huang Shang-ti, seu nome significa "a Augusta Personalidade de Jade". É considerado o primeiro deus e o responsável por todos os deuses e deusas.
Em sua maioria os mitos chineses envolvem temas morais que informam o povo de sua cultura e de seus valores. Há muitas histórias que podem ser estudadas ou coletadas na China.

### Divindades de origem taoista
- Os Três Puros (三清) — Os Três Puros são a trindade taoísta de deuses representando os princípios supremos.
- Quatro Imperadores (四御) — Reis celestes do taoísmo.
  - O Imperador de Jade (玉皇大帝) — O Imperador de Jade é o governante supremo de tudo, contado entre as principais divindades taoístas.
  - Beiji Dadi (中天紫微北极大帝) — Governante das estrelas.
  - Tianhuang Dadi (勾陈上宫天皇大帝) — Governante dos deuses.
  - Imperatriz da Terra (后土皇地祇)
- Xi Wangmu (西王母) — Xi Wangmu ou Rainha Mãe do Oeste é a deusa que detém o segredo da vida eterna e a entrada para o paraíso. Originalmente era uma deusa feroz com dentes de tigre e que enviava pragas ao mundo, mas ao ser incorporada ao panteão taoísta, transformou-se em uma divindade benigna. Na mitologia chinesa popular, Xi Wangmu vive em um palácio de jade e, por isso, é considerada a patrona dos mineiros de jade. Ela também possui um pessegueiro que a cada três mil anos produz um pêssego que concede a imortalidade.
- Pak Tai ou Bei Di(北帝, 真武大帝) — Deus taoísta do Norte, Pak Tai é um dos Cinco Imperadores que desde a Dinastia Han são associados a cada um dos pontos cardeais (Norte, Sul, Leste, Oeste e Centro) segundo a teoria dos Cinco Elementos (wu xing). Em Hong Kong e Macau, são considerados divindades do vento. Pak Tai é também o deus das águas, elemento associado ao norte como a cor preta. Seu animal totem é a tartaruga negra.
- Xuan Nu (玄女) — Xuan Nu foi a deusa que ajudou Huangdi (黃帝), o Imperador Amarelo, a subjugar Chi You (蚩尤) na guerra travada entre os dois. Depois de enfrentarem-se nove vezes em uma guerra cíclica sem que nenhum dos dois vencesse, o Imperador Amarelo retirou-se para o Monte Tai que ficou envolto em neblina durante três dias. Então apareceu Xuan Nu, que tinha cabeça de pessoa e corpo de ave, e aproximou-se do Imperador comunicando-lhe uma estratégia para vencer a guerra.
- Oito Imortais (八仙) — Os Oito Imortais são uma crença taoísta descrita pela primeira vez na Dinastia Yuan. O poder de cada Imortal pode ser transferido para uma ferramenta que pode dar vida e destruir o mal. A maioria nasceu nas Dinastias Tang ou Sung. Eles não só são venerados pelos taoistas como são elementos da cultura chinesa. Vivem na Montanha Penglai.
  - He Xiangu (何仙姑)
  - Cao Guojiu (曹國舅)
  - Tie Guaili (鐵拐李)
  - Lan Caihe (藍采和)
  - Lu Dongbin (呂洞賓)
  - Han Xiang Zi (韓湘子)
  - Zhang Guo Lao (張果老)
  - Zhongli Quan (漢鍾離)

### Divindades de origem budista

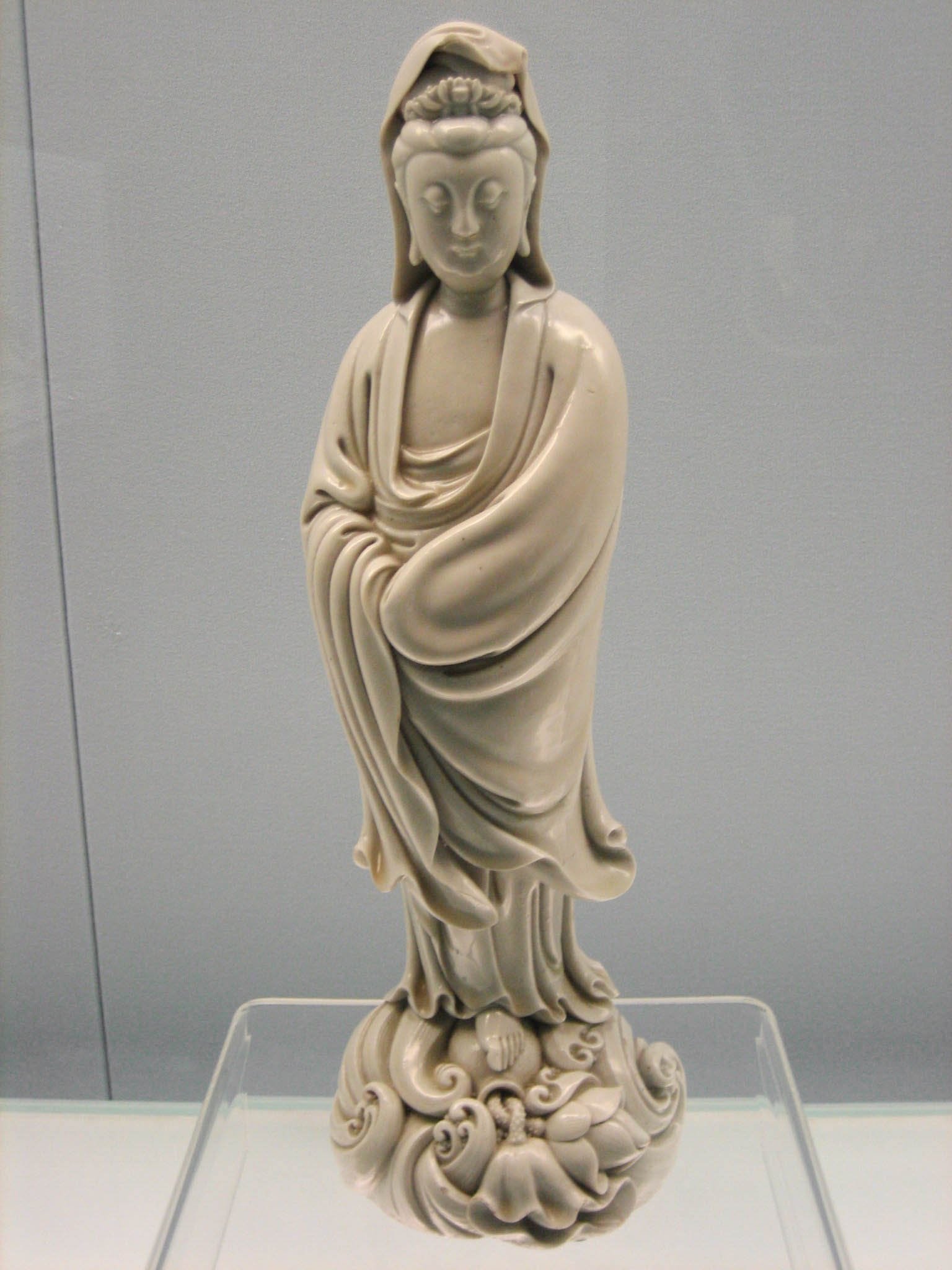
Kuan Yin.

- Guan Yin (觀音) ou Kuan Yin (觀音菩薩) — Guan Yin é a deusa da compaixão e piedade.
- Hotei (彌勒菩薩) — Hotei é uma divindade budista popular. Deus da alegria e fortuna.
- Dizang (地藏菩薩) — Dizang é aquele que salva da morte.
- Yanluo (閻羅) — Yanluo é o governante do Inferno (forma abreviada do sânscrito Yama Raja, 閻魔羅社).
- Shi Tennô (四大天王) — Os Shi Tennô (Quatro Reis Celestes) são deuses guardiões budistas.

### Outras divindades
- Erlang Shen (二郎神) — Erlang Shen é um deus chinês com um terceiro olho na testa que vê a verdade. É uma divindade beligerante e sempre empunha uma lança de três pontas e mantém seu fiel "Cão Celestial Sagrado" (啸天犬) ao seu lado, o qual ajuda-o a subjugar espíritos malignos. Sua origem varia, sendo por vezes tido como segundo filho do Rei Celestial do Norte, Vaishravana. E por vezes como sobrinho do Imperador de Jade (no conto A Jornada para o Oeste).
- Lei Gong (雷公) — Lei Gong é o deus do trovão. Este deus começou sua existência como mortal, mas encontrou um pessegueiro que vinha dos céus. Quando ele comeu um de seus pêssegos, tornou-se um humano com asas e logo recebeu uma maça e um martelo que poderia criar trovões. E assim transformou-se no deus dos trovões.
- Nezha (哪吒) — Nezha, também chamado San Taizi (三太子, Terceiro Príncipe), é o terceiro filho de Li Jing, general da Dinastia Tang e chefe do exército celeste, encarregado de pôr os espíritos malfeitores que contrariam as vontades divinas e atormentam os homens no caminho correto. Nezha comanda uma parte do exército. Diz-se que ele nasceu após três anos de gravidez em uma bola de carne que seu pai, furioso, partiu com uma espada. Nezha surgiu então totalmente armado. Ele tem a aparência e o temperamento caprichoso de uma criança. Flutua no ar graças a rodas de fogo sob seus pés, leva o anel cósmico com o qual matou os filhos do rei dragão e tem em mãos uma lança. Ele pode ter membros e cabeças suplementares. Talvez seja inspirado no deus védico Nalakuvara.
- Guan Yu (關聖帝君) — Guan Yu é o deus das irmandades, das artes marciais e, quando estas ocorrem, também deus da guerra.
- Zhao Gongming (赵公明) — Zhao Gongming, deus da fortuna que monta um tigre.
- Bi Gan (比干) — Bi Gan também é um deus da fortuna. É, muitas vezes, confundido com Wu Cai Shen（武财神, que monta um tigre e usa uma vara de pescar.
- Kui Xing (魁星) — Kui Xing é o deus dos exames e auxiliar do deus da literatura, Wen Chang. Kui Xing era um feio, mas inteligente, anão que se tornou patrono daqueles prestando os exames imperiais. É retratado sobre uma tartaruga segurando um pincel de escrever.
- Sun Wukong (孫悟空) — Sun Wukong é o deus macaco da lenda Jornada para o Oeste.
- Daoji (道濟) — Daoji era um monge budista durante a Dinastia Sung e se tornou um deus devido a suas práticas em vida.
- Matsu (妈祖) — Matsu, a deusa do Oceano, também conhecida como Rainha do Paraíso (天后). De acordo com a lenda, ela nasceu em 960 (durante a Dinastia Sung) como a sétima filha de Lîm Goān (林愿) na Ilha Meizhou, Fujian. Há muitas lendas envolvendo ela e o mar. Ainda que tenha começado a nadar tarde, com 15 anos, logo virou uma ótima nadadora. Usava um vestido vermelho para guiar os barcos de pescadores para a costa, mesmo durante tempestades. Há pelo menos duas versões envolvendo sua morte. Em uma delas, ela morreu em 987 com 28 anos, quando escalou uma montanha, subiu aos céus e tornou-se uma deusa. Outra versão da lenda diz que ela morreu de cansaço após nadar muito em busca de seu pai aos 16 anos. Após sua morte, as famílias de muitos pescadores e marinheiros começaram a rezar em honra de seus atos de bravura tentando salvar aqueles ao mar. Sua adoração espalhou-se rapidamente. É representada normalmente usando um vestido vermelho e sentada em um trono.
- Zao Jun (灶君) — Zao Jun é um deus popular da cozinha. É o mais importante de uma miríade de deuses domésticos chineses (deuses do pátio interno, poços, vãos da porta, entre outros). Acredita-se que anualmente ele leva um relatório ao Imperador Jade das atividades de cada casa para que sejam recompensadas ou punidas de acordo com elas.
- Tu Di Gong (土地公) — Tu Di Gong é o deus da terra no taoísmo e nas religiões populares chinesas. As pessoas recorrem a ele quando desejam boas colheitas, saúde e quando enterram seus entes queridos. Cada vila da China tem um templo dedicado a ele, mas ele não é um deus todo poderoso, assemelha-se mais a um burocrata.
- Shing Wong (城隍) — Shing Wong é o deus responsável pelo comércio em uma cidade.
- Zhong Kui ou Jung Kwa (鍾馗) — Zhong Kui, pessoa mitológica famosa por subjugar demônios. Foi aprovado nos exames imperiais, mas o imperador não permitiu que ele assumisse sua posição por ser muito feio. Com raiva, Zhong Kui suicidou-se e foi enterrado por seu amigo. Após tornar-se rei dos espíritos do Inferno, ele voltou para agradecer pela gentileza do amigo.
- Long Mu (龍母) — Long Mu é conhecida por ter criado cinco dragões e por isso é também chamada de Mãe dos Dragões. Long Mu morava com sua família na margem de um rio, aonde lavava roupas e pescava. Certo dia, encontrou um ovo nas margens desse rio do qual nasceram cinco serpentes (ou uma, segunda algumas versões). Mesmo sendo pobre, Long Mu deu o melhor de sua comida para alimentar as serpentes e elas ajudavam-na pegando peixes no rio. Com o tempo elas cresceram e tornou-se claro que não eram serpentes, mas sim dragões. Os chineses acreditam que os dragões têm o poder de controlar o tempo e assim, durante uma seca, Long Mu pediu a eles que fizessem chover e isso deixou os aldeões satisfeitos, por isso deram-lhe o nome de "Mãe dos Dragões". A notícia desse feito chegou ao imperador Qin Shihuang que lhe enviou presentes e solicitou sua presença na capital. Mas ela já estava muito velha e morreu antes de conseguir ir.
- Hung Shing (洪聖) — Hung Shin foi um funcionário nomeado para administrar a província de Pun Yue, presentemente Guangdong. Ele estimulou os estudos de geografia e astronomia e melhorou as condições de vida da população, em especial dos pescadores. Por isso, após a sua morte, a população construiu vários templos em honra dele.
- Tam Kung — Tam Kung é o deus do mar venerado em Macau e Hong Kong. Diz-se que pode controlar o tempo e curar doenças de crianças.
- Wong Tai Sin (黃大仙) — Wong Tai Sin nasceu Wong Cho Ping (黃初平, Huang Chuping) em 338 na moderna cidade de Lanxi. Começou a praticar o taoísmo aos 15 anos e quarenta anos depois podia transformar pedras em ovelhas.
- Meng Po (孟婆) — Meng Po é a deusa do esquecimento. Ela prepara um chá chamado Chá de Cinco Sabores do Esquecimento, dado para as almas das pessoas que vão reencarnar para esquecerem suas vidas anteriores.
- Três Augustos e os Cinco Imperadores (三皇五帝) — grupo de soberanos lendários.
- Zhu Rong (祝融) — Deus do fogo. Venceu Gong Gong.
- Gong Gong (共工) — Deus da água, durante a luta com o deus do fogo, ele partiu o Monte Buzhou, quebrou o céu, que foi em seguida consertado por Nüwa. É o responsável pelas enchentes. Conta-se que envergonhado por ter perdido a batalha pelo trono do Paraíso, ele bateu sua cabeça contra o Monte Buzhou (不周山), um dos pilares do céu. O pilar ficou muito avariado o que levou o céu a inclinar-se para nordeste e a terra para sudeste, causando grandes enchentes e sofrimento para as pessoas. Nüwa (女媧) cortou a perna de uma tartaruga gigante e a usou para reparar o estrago, sem consegui-lo de todo e isso explica porque a Lua, o Sol e as estrelas se movem para nordeste e os rios na China para sudeste.
- Chi You (蚩尤) — Deus da guerra. Inventor das armas de metal. Adversário de Huangdi.
- Da Yu (大禹) — Da Yu ou Yu o Grande regula o curso dos rios, para controlar as enchentes. Foi o primeiro imperador da Dinastia Xia e é venerado por ter ensinado o povo da China a controlar as enchentes, tendo passado sua vida a procura da solução para o problema. Sua perseverança foi tanta que impressionou Shun e este cedeu-lhe o trono. No local onde morreu durante uma caçada, foi erguido um mausoléu.
- Kua Fu — Kua Fu é um gigante que persegue o Sol. Um dia ele decidiu descobrir para onde o Sol ia à noite e pegá-lo sem nunca conseguir.
- Cangjie (倉頡) — Cangjie criou os caracteres chineses.
- Houyi (后羿) — Houyi ou apenas Yi é um grande arqueiro, famoso por ter derrubado nove sóis. Conta a lenda que em tempos antigos, havia dez sóis na terra que se substituíam saindo um a cada dia. Um dia, cansados de suas rotinas, resolveram sair todos de uma vez e o calor foi tanto que as pedras derretiam, as pessoas morriam e as plantas secavam. Por isso, o imperador, Yao, implorou ao pai dos sóis, Dijun, que os controlasse. Os sóis não deram ouvidos a seu pai e por isso ele enviou Houyi para a Terra com um arco mágico e flechas. Dijun esperava que Houyi apenas assustasse os sóis, mas quando Houyi viu a devastação causada por aqueles foi tomado por um acesso de fúria e derrubou nove deles, restando apenas o atual. Dijun por sua vez ficou furioso e baniu Houyi para a Terra para passar o resto de seus dias como um mortal.
- Chang'e (嫦娥) — Chang'e é a esposa de Yi e deusa da Lua. Há pelo menos três versões de sua história.
- Qi Xi — Qi Xi é a lenda conhecida no Japão como Tanabata. Ela diz que um jovem pastor chamado Niulang (牛郎, a estrela Altair) viu certa vez sete fadas a banharem-se em um lago. Encorajado por um boi, ele pegou as roupas delas e esperou. As fadas escolheram a mais jovem e bela dentre elas Zhinü (織女, a estrela Vega) para pegar as roupas de volta. Ela o faz, mas como Niulang a viu nua, ela precisava concordar em casar-se come ele. Ela aceita e torna-se uma boa esposa, bem como ele um bom marido. Mas a Deusa do Céu, em algumas versões a mãe de Zhinü, descobre que um mero mortal casou-se com uma das fadas e fica furiosa. Tirando a presilha de seu cabelo, a Deusa cria um rio no céu para separá-los para sempre (ou seja, a Via Láctea que separa Altair de Vega). Mas uma vez por ano, pássaros apiedam-se dos dois e formam uma ponte no céu (鵲橋, Que Qiao) sobre Deneb na constelação de Cygnus e por isso eles ficam juntos durante uma noite, a sétima noite do sétimo mês.
- Han Ba (旱魃) — Han Ba é uma antiga deusa da seca.
- Wenchang Wang (文昌王)
- Gao Yao — Gao Yao é o deus da justiça e do julgamento.

## Criaturas mitológicas

### Pássaros

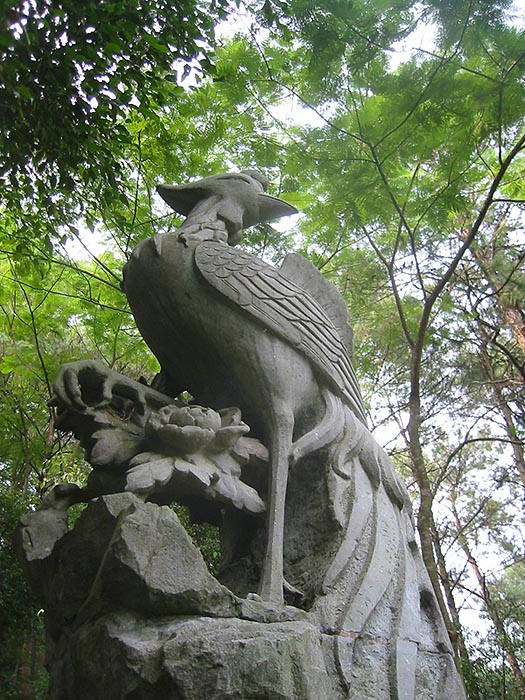
Fenghuang.

- Fenghuang — O Fenghuang é considerado a fênix chinesa.
- Ji Guang (吉光)
- Jian (鶼) — A Jian é uma ave mítica que se acredita que só tenha um olho e uma asa, com isso um par dessas aves depende um do outro, são inseparáveis, representando assim o marido e a mulher.
- Jingwei (精衛) — Jingwei é o pássaro mítico que tenta encher o oceano com gravetos e seixos. Na verdade, o Jingwei era a filha do Imperador Yandi, mas morreu jovem, afogada no Mar do Leste. Após sua morte, ela decidiu renascer como um pássaro para vingar-se do mar trazendo gravetos e seixos das montanhas próximas, tentando enchê-lo a fim de evitar que sua tragédia aconteça a outros.
- Shang-Yang
- Jiu Tou Niao — Jiu Tou Niao é uma ave de nove cabeças usada para assustar crianças. Conta a lenda que ela seqüestra jovens meninas e as leva para sua caverna onde ficam até ser salvas por um herói.
- Su Shuang (鷫鵊) — Su Shuang é uma ave mitológica, também descrita como uma ave aquática, como o grou.
- Peng (鵬) — A Peng é uma ave mitológica gigante e de impressionante poder de voo. Também conhecida como roc chinesa.
- Qing Niao (青鳥) — Qing Niao o mensageiro de Xi Wangmu.
- Zhu — A ave Zhu é tida como um mau presságio.

### Dragões
O dragão chinês é uma criatura mitológica das mais importantes da mitologia chinesa. É considerada a mais poderosa e divina criatura e acredita-se que seja o regulador de todas as águas. O dragão simbolizava grande poder e era apoio de heróis e deuses. Um dos mais famosos na mitologia chinesa é Yinglong. Diz-se ser o deus da chuva. Pessoas de diferentes lugares rezam para ele a fim de receber chuva. Na mitologia chinesa, acredita-se que os dragões possam criar nuvens com sua respiração. O povo chinês usa, muitas vezes, a  expressão "descendentes do dragão" como um símbolo de sua identidade étnica.
- Huanglong - Huanglong, o Dragão Amarelo, conhecido pela sua sabedoria.
- Yinglong — Yinglong é um servo poderoso de Huangdi. Uma lenda diz que Yinglong ajudou um homem chamado Yu (禹) a parar uma enchente do Rio Amarelo abrindo canais com sua cauda.
- Reis Dragões (龍王) — Os Reis Dragões são os quatro governantes dos quatro oceanos (cada um corresponde a um ponto cardeal). Eles vivem em palácios de cristal no fundo do mar de onde governam a vida animal.
- Fucanglong — Fucanglong é um dragão do mundo subterrâneo que guarda os tesouros enterrados. Sua saída da terra provoca a erupção de vulcões.
- Shenlong — Shenlong é um dragão que pode controlar os ventos e as chuvas.
- Dilong — Dilong é o dragão da terra.
- Tianlong — Tianlong são os dragões celestiais que puxam as carruagens dos deuses e guardam seus palácios.
- Li — O Li é um dragão dos mares menor. Não tem chifres.
- Jiao — O Jiao é outro dragão sem chifre que vive em pântanos. O dragão mais inferior.
- Seiryuu (chinês: Qīng Lóng, 青龍, O Deus-Dragão do Leste) - É o nome japonês de um dos Quatro Deuses Celestiais do budismo, que representa o Norte, a cor Azul, a estação Primavera e o elemento Madeira.

As sete constelações do Seiryuu são:
1. Suboshi (chinês: Jiăo ) - Chifre
2. Amiboshi (chinês: Kàng ) - Pescoço
3. Tomoboshi (chinês: Dĭ ) - Raíz
4. Soiboshi (chinês: Fáng ) - Quarto
5. Nakagoboshi (chinês: Xīn ) - Coração
6. Ashitareboshi (chinês: Wěi ) - Cauda
7. Miboshi (chinês: Jī ) - "Peneira que separa grãos da casca"

### Outras criaturas
- Ba She (巴蛇) — A Ba She é uma cobra conhecida por engolir elefantes.
- Qilin (em japonês, Kirin) — O Qilin é um animal quimérico que traz boa sorte. Originalmente, sua aparência remete à girafa.
- Long Ma (龍馬) — O Long Ma é um animal semelhante ao Qilin.
- Kui (夔) — Kui é um monstro mitológico semelhante a um boi com uma perna só.
- Kun (鯤) — O Kun é um monstruoso peixe gigante. Diz-se que podem se transformar em aves, e assim são capazes de viajar seis meses sem descanso, pois com um bater de asas percorrem várias milhas.
- Jiang Shi — Jian Shi, também conhecidos como vampiros chineses, são corpos ressuscitados de pessoas cuja alma não conseguiu deixar o corpo e que sugam a essência vital (o ki) de outros seres.
- Luduan — Um Luduan é uma fera capaz de pressentir a verdade. Por causa desse poder, os imperadores da Dinastia Qing como Qianlong colocavam diversas figuras desses animais em seus tronos.
- Yaoguai — Yaoguais são espíritos malignos e demônios. Geralmente o espírito de um animal que ganhou poderes através da prática do taoísmo e que pretende obter a imortalidade e ser cultuado. Muitos são animais de estimação dos deuses e outros têm poder o bastante para controlar um número pequeno de outros Yaoguai. O Di Yu é local de habitação de muitos deles.
- Hulijing — Hulijing são espíritos de raposa. Podem tomar forma humana e ser bons ou maus.
- Nian — A Nian é uma fera que vive no fundo do mar e que vem a Terra no ano novo para devorar as pessoas, as quais tentam assustá-la dançando, estourando fogos de artifício e batendo em tambores, além de decorar tudo com vermelho, pois a fera não gosta dessa cor.
- Cabeça de Boi (牛頭) e Cara de Cavalo (馬面) (牛頭馬面) — Cabeça de Boi e Cara de Cavalo são jovens mensageiros do Inferno. São as primeiras pessoas que um morto encontra após chegar ao mundo inferior. Em muitas histórias, eles escoltam o morto para o mundo inferior (aparentemente, algumas pessoas tentam fugir). No clássico conto Jornada para o Oeste, os dois são enviados para capturar Sun Wukong, mas são vencidos por ele. Depois disso, Sun Wukong vai ao mundo inferior e risca seu nome e o de seus entes da lista de pessoas vivas, obtendo, assim, a imortalidade para todos.
- Pi Xie (貔貅) — Um Pi Xie ou Pixiu é uma criatura semelhante ao Rui Shi e descendente de dragões capaz de atrair boa sorte e fortuna. Tem enorme apetite por ouro e prata.
- Rui Shi (瑞獅) — Rui Shi são os leões que protegem a entrada de lugares específicos, em especial, palácios, tumbas e templos imperiais. Em geral, aparecem em casais, o macho tem sob sua pata um globo e protege a propriedade, e a fêmea um filhote e protege as pessoas.
- Tao Tie (饕餮) — O Tao Tie uma figura mitológica semelhante à gárgula, muitas vezes encontrada em vasilhas de bronze antigas, representando a ganância. Diz-se ser o quinto filho de um dragão e tem tamanho apetite que come sua própria cabeça.
- Xiao (魈) — Um Xiao é o espírito de uma montanha ou demônio.
- Xiezhi (獬豸) — Um Xiezhi é uma fera de um chifre.
- Xing Tian (刑天, "Punido" ou "Aquele punido pelos Céus") — Xing Tian é um gigante sem cabeça. Foi decapitado pelo Imperador Amarelo como punição por desafiá-lo. Como não tem cabeça, seu rosto fica em suas costas. Ele perambula pelos campos e estradas e é normalmente representado carregando um escudo e um machado e fazendo uma feroz dança de guerra.

## Lugares mitológicos
- Xuanpu (玄圃) — Uma terra encantada na montanha Kunlun (崑崙).
- Yaochi (瑤池) — Morada dos imortais onde Xiwangmu habita.
- Fusang (扶桑) — Ilha mitológica, muitas vezes interpretada como o Japão.
- Que Qiao (鵲橋) — A ponte formada por pássaros ao longo da Via Láctea.
- Penglai (蓬萊) — O Paraíso, uma ilha lendária no mar da China.
- Longmen (龍門) — O portão do dragão onde uma carpa pode torna-se um dragão.
- Di Yu (地獄) — O Inferno chinês.

## Escrita dos mitos
Em sua forma estabelecida, a maioria dos mitos conhecidos hoje é derivada de sua documentação nos seguintes textos:
- Shan Hai Jing — Significando literalmente Pergaminho da Montanha e do Mar, o Shan Hai Jing descreve os mitos, a magia e a religião da China Antiga em detalhes e também documenta a geografia "do mar e da montanha", a História, a medicina, os costumes e etnias em tempos antigos. É conhecido como uma das primeiras enciclopédias da China.
- Shui Jing Zhu — Significando literalmente Comentários Sobre o Pergaminho da Água, este texto começou a ser escrito como um conjunto de comentários sobre o Pergaminho da Água , mas tornou-se famoso pela novidade de sua extensiva documentação da geografia, história e lendas associadas.
- Hei'an Zhuan — O Épico da Escuridão, é a única coleção de lendas em forma de poesia épica preservada por uma comunidade dos Han da China, mais precisamente, os habitantes da área montanhosa de Shennongjia em Hubei, contendo relatos que vão desde o nascimento de Pan Ku até a era histórica.
- Documentos históricos imperiais e livros filosóficos como o Shangshu, o Shiji, o Liji, Lushi Chunqiu, entre outros.

Alguns mitos sobreviveram no teatro e literatura, como peças ou romances. A ficção vista como mantenedora destes mitos inclui:
- A poesia de Estados antigos tais como Lisao de Qu Yuan do Estado Chu.
- O Fengshen Yanyi (封神演義), ou Unção dos Deuses, que trata da fundação da Dinastia Zhou.
- Jornada para o Oeste, de Wu Cheng'en, um relato romanceado da peregrinação de Xuanzang para a Índia, na qual os peregrinos encontram uma variedade de espíritos, monstros e demônios.
- O Baishe Zhuan, um conto romântico que se passa em Hangzhou envolvendo uma cobra que toma forma humana e se apaixona por um homem.